# Koszary Madalińskiego w Krakowie
Koszary im. generała Madalińskiego w Krakowie – kompleks koszarowy znajdujący się na terenie garnizonu Kraków.

## Charakterystyka
Kobierzyńskie koszary kawaleryjskie, położone w rejonie dzisiejszych ulic: Kobierzyńskiej – Zawiłej – Skośnej, budowane były przez Austriaków od 1888 i przeznaczone dla szwadronów 10 pułku dragonów, które to pododdziały stacjonowały tam do początku I wojny światowej.
W 1918 koszary przejęło Wojsko Polskie. W okresie II Rzeczypospolitej kompleks nazwano Koszarami Madalińskiego. Ich pojemność szacowano na 350 ludzi i 337 koni. Po wojnie polsko-bolszewickiej, 22 maja 1921, kobierzyńskie koszary zaczęły zasiedlać pododdziały 8 pułku ułanów. Stacjonowały w nich: 3 szwadron, 4 szwadron i w początkowym okresie 5 szwadron.
Ówczesny pełniący obowiązki dowódcy pułku rtm. Kornel Krzeczunowicz tak przedstawiał zwięzłą charakterystykę pułkowych koszar:

Pokojowy garnizon pułku charakteryzowała przede wszystkim ogromna różnica, jaka zachodziła między dwoma grupami koszar pułku, odległymi od siebie o 13 km. Rakowice były przedmieściem Krakowa, Kobierzyn natomiast to zapadła wieś, odległa 10 km od miasta. [...] Kobierzyn był natomiast rajem dla wszystkich samotnych, bezdzietnych i lubiących wieś. Choć koszary nie były tak bogato wyposażone jak rakowickie, różnicę tę wyrównywał z ogromną nawiązką ogromny plac ćwiczeń, przechodzący w wydmy piaszczyste, ciągnące na kilka kilometrów. Teren był więc idealny dla szkolenia tak ułanów, jak i koni remontowych.
Po II wojnie światowej do koszar kobierzyńskich wróciło Wojsko Polskie. Inwentaryzacja z 1949 ustaliła pojemność Koszar Madalińskiego na 1000 ludzi (kosztem przebudowanych stajni), 200 koni, 50 dział lub czołgów i 20 samochodów.
Obecnie (2019) budynki koszar kobierzyńskich są podzielone między użytkowników cywilnych; zostały częściowo przebudowane i przekształcone. Pełnią one funkcje mieszkalne, biurowe i przemysłowe.